# Orta Ləki
Orta Ləki è un comune dell'Azerbaigian situato nel distretto di Ağdaş. Conta una popolazione di 5 863 abitanti.